# Platythyrea gracillima
Platythyrea gracillima är en myrart som beskrevs av Wheeler 1922. Platythyrea gracillima ingår i släktet Platythyrea och familjen myror. Inga underarter finns listade i Catalogue of Life.

## Bildgalleri

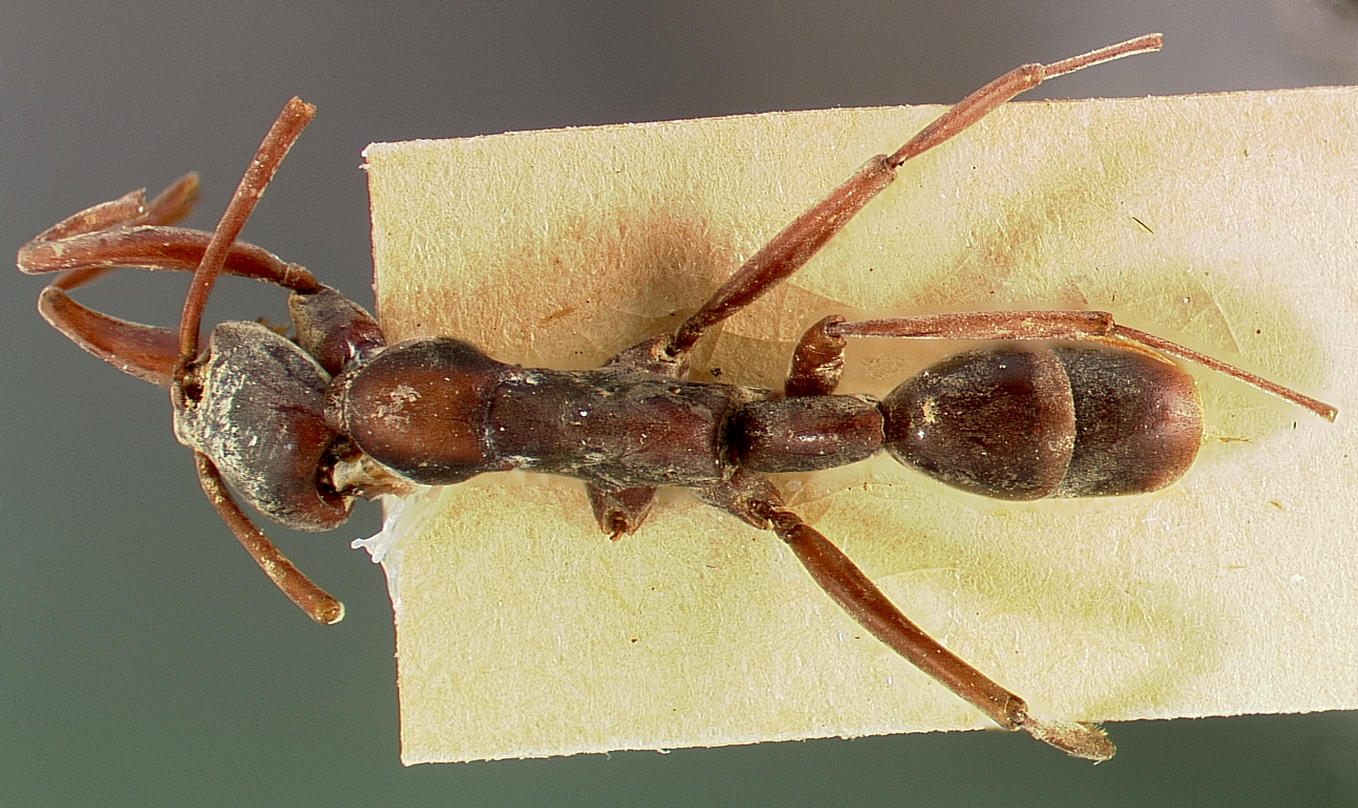
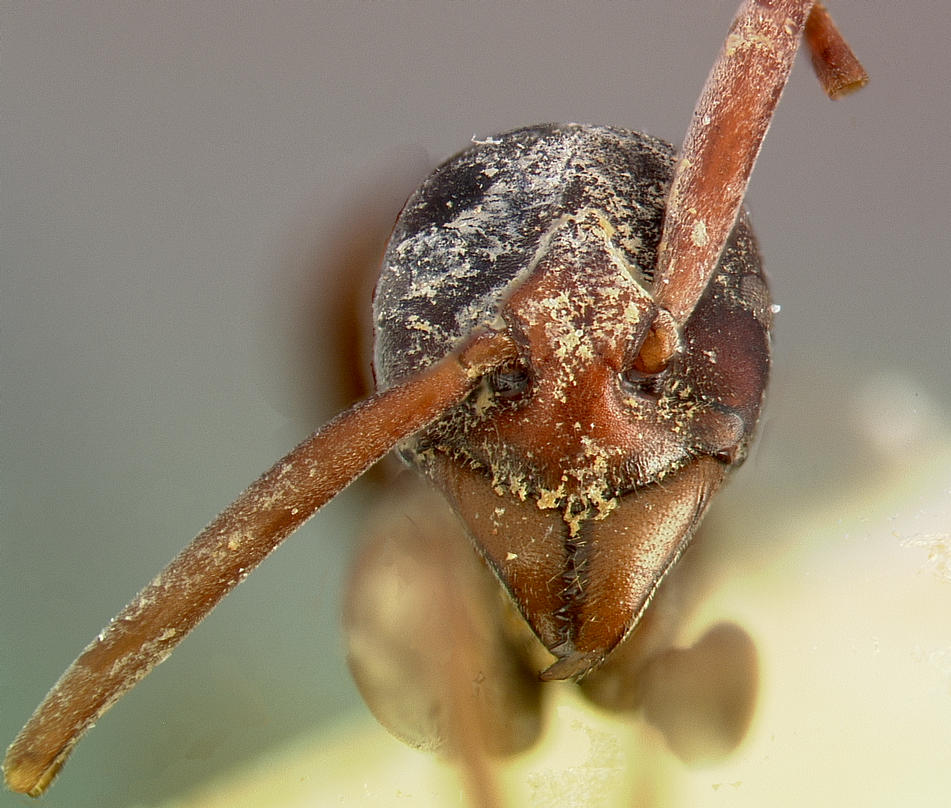
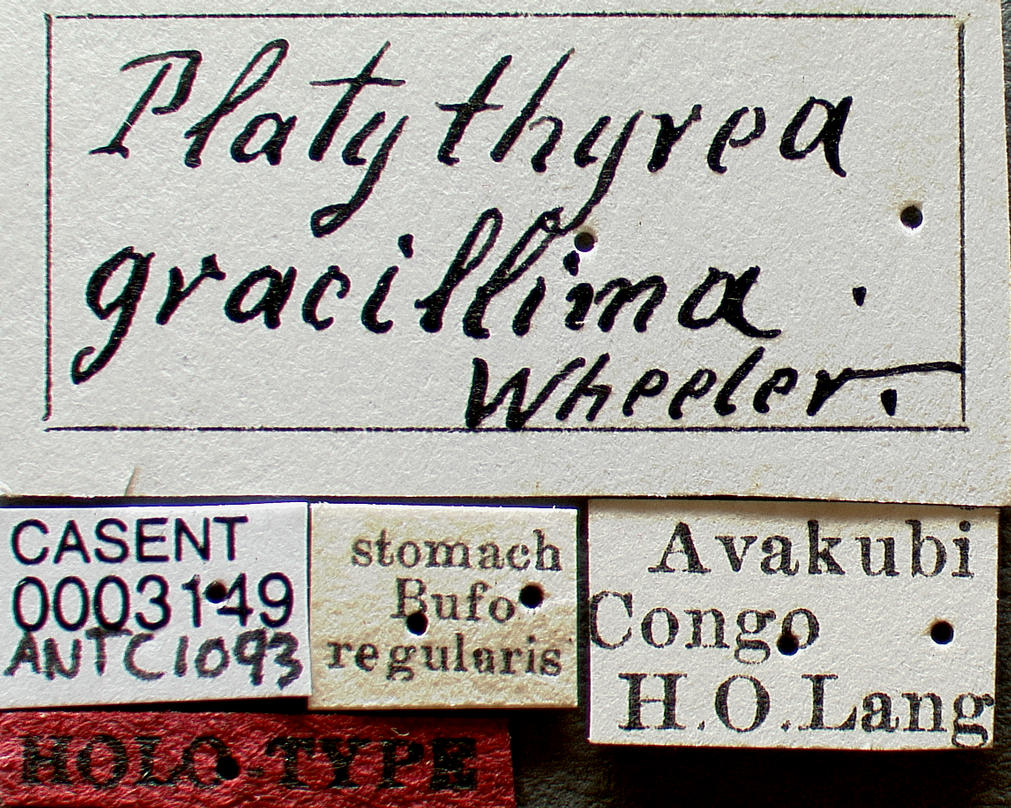
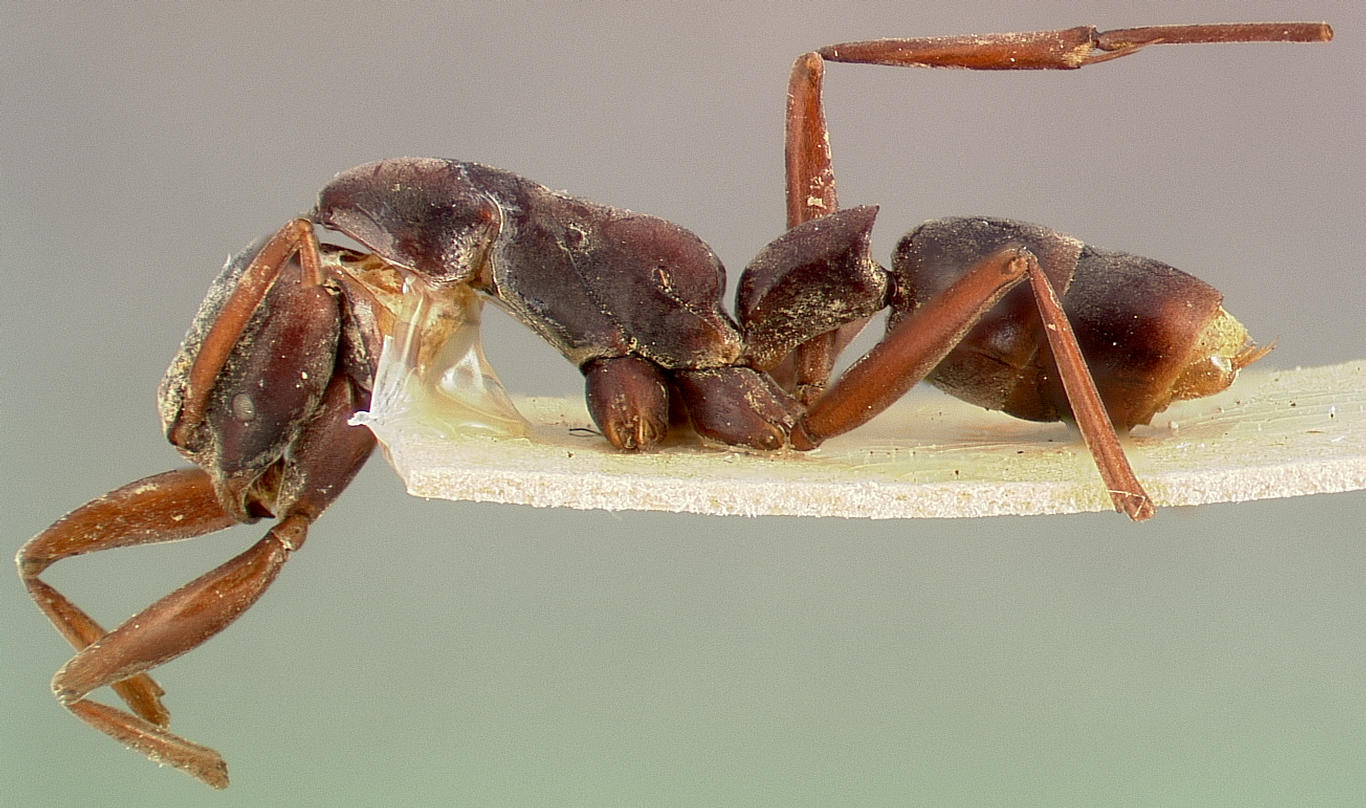